# 모데카이
《모데카이》(영어: Mortdecai)는 2015년 공개된 미국의 액션 코미디 영화이다. 데이비드 켑의 감독 작품이며 조니 뎁과 귀네스 팰트로, 이완 맥그리거가 주연을 맡았다.

## 출연

### 주연
- 조니 뎁
- 기네스 팰트로
- 이완 맥그리거
- 올리비아 문
- 폴 베타니
- 제프 골드브럼

### 조연
- 마이클 바이른
- 율리히 톰센
- 카밀라 비푸트
- 제이미 버나데트
- 알렉 엇가프
- 칼리 스틸
- 조니 파스볼스키
- 로니 로드리게즈
- 마이클 컬킨
- 가이 버넷
- 마이 아워즈
- 존 오브라이언
- 제시카 나이트
- 리차드 헤드먼
- 제이스 휘태커
- 폴 화이트하우스
- 니콜라스 파렐
- 칼 테오발드
- 제나 러셀
- 오스틴 리온
- 크리스 비어른
- 조지 카터
- 콜렛 오닐
- 스콧 셀던
- 제프 필킹턴
- 주닉스 이노시안
- 조제프 아오키
- 라이덴 인테그라
- 사에드 카셈
- 마크 루그런
- 매튜 데이비드 매카시
- 시나 시호코 나가이
- 브라이언 오크스
- 애나벨 오소리오
- 크리스 발렌타인
- 존 워먼

## 기타
- 공동제작: 케네스 코킨
- 조감독: 조쉬 로버트슨
- 조감독: 마크 코톤
- 조감독: 도미닉 파이시
- 음향: 론 보처
- 미술: 제임스 메리필드
- 세트: 사라 완
- 특수효과: 크리스 레이놀즈
- 특수효과: 데이비드 페인
- 시각효과: 루시엔 해리엇
- 시각효과: 로코 파시오니노
- 시각효과: 제프 캠벨
- 분장팀: 조엘 할로우
- 분장팀: 크리스 라이온스
- 분장팀: 줄스 홀드렌
- 분장팀: 젬마 스콧-녹스-고어
- 분장팀: 마이크 스미스슨
- 분장팀: 쿠옥 트랜스
- 헤어: 글로리아 파스쿼 캐스니
- 의상: 루스 마이어스
- 배역: 일레인 그레인저
- 배역: 존 팝시데라
- 프로덕션매니저: 마리안느 젠킨스